# Saint-Nazaire-les-Eymes
Saint-Nazaire-les-Eymes är en kommun i departementet Isère i regionen Auvergne-Rhône-Alpes i sydöstra Frankrike. Kommunen ligger i kantonen Saint-Ismier som tillhör arrondissementet Grenoble. År 2022 hade Saint-Nazaire-les-Eymes 3 013 invånare.

## Befolkningsutveckling
Antalet invånare i kommunen Saint-Nazaire-les-Eymes
Referens:INSEE